# Classe O 19
La classe O 19 était une classe néerlandaise de navires de guerre comprenant deux sous-marins construite pour la Marine royale néerlandaise (Koninklijke Marine) par Fijenoord de Rotterdam dans les années 1036-1939. Les navires ont été conçus comme des sous-marins mouilleurs de mines pour les opérations dans les eaux européennes et les eaux des colonies. La classe comprenait les O 19 et O 20 et étaient les premiers sous-marins au monde à être équipés d'un schnorchel qui permettait au sous-marin de faire fonctionner ses moteurs diesel lorsqu'il était immergé. La profondeur de plongée des sous-marins était de 100 mètres (330 pieds). Ces unités étaient très similaires à la classe polonaise Orzeł, avec une batterie de torpilles réduite et dix tubes de mines verticaux montés sur chaque poutre.

## Histoire
Les deux sous-marins néerlandais de la classe O 19 qui furent construits le 15 juin 1936 au chantier naval de Wilton-Fijenoord à Schiedam, s'écartaient à bien des égards de leurs prédécesseurs. Les bateaux ont d'abord été conçus sous les noms K XIX et K XX (K signifie : sous-marins destinés aux colonies néerlandaises), mais pendant la construction, il a été décidé qu'ils seraient inscrits au budget du ministère de la Guerre, ce qui a entraîné le changement des noms en O 19 et O 20. Ces navires étaient les premiers sous-marins néerlandais qui n'étaient pas spécifiquement construits pour les eaux néerlandaises ou coloniales, mais qui seraient destinés au service général. Les HNLMS O 19 et O 20 ont été mis en service en 1939 après une courte période de formation.

## Caractéristiques techniques
La conception des sous-marins de la classe O 19 est due à l'ingénieur néerlandais G. van Rooy et s'inspire en partie de celle des sous-marins polonais de la classe Orzeł, qui ont été construits aux Pays-Bas à la même époque. Les sous-marins de la classe O 19 ont été les premiers sous-marins construits aux Pays-Bas à pouvoir poser des mines et ont été équipés de 20 tubes de mines verticaux, également appelés « minebuns ». Ces canons à mines, qui étaient situés à l'extérieur de la double paroi résistante à la pression, pouvaient chacun accueillir deux mines qui pouvaient être déchargées séparément l'une de l'autre par voie hydraulique. La conception des canons à mines provient du chantier naval français Normand-Fenaux. Le seul sous-marin poseur de mines en service dans la Marine royale néerlandaise était le HNLMS M 1, mais ce navire avait été construit en Allemagne et s'est échoué dans la mer des Wadden pendant la Première Guerre mondiale. Il a été interné et plus tard repris aux Allemands.
Les moteurs diesel des sous-marins de la classe O 19 ont été construits sous licence de la société suisse Sulzer par la Koninklijke Maatschappij De Schelde à Flessingue. Outre la capacité de poser des mines et de tirer des torpilles, les deux sous-marins de la classe O 19 étaient également équipés de canons Bofors de 40 mm qui pouvaient être stockées dans des compartiments étanches devant et derrière le kiosque (tour de commandement) tout comme les sous-marins de la classe O 12. En ce qui concerne le sonar, les sous-marins de la classe O 19 étaient équipés de sonar à impulsions sonores de la société allemande Atlas Werke, précurseurs des hydrophones Gruppenhorchgerät qui ont été utilisés par les célèbres U-boote allemands pendant la Seconde Guerre mondiale. En 1943, lors d'une période de maintenance importante en Grande-Bretagne, l'instrument de détection acoustique du HNLMS O 19 a été remplacée par un système ASDIC de type 120B.

## Liste des sous-marins de la Classe O19
Les sous-marins ont été initialement baptisés K XIX et K XX, mais ils ont ensuite été rebaptisés O 19 et O 20.
| Nom  | Pose de la quille | Lancé le          | Mis en service | Retrait                          |
| ---- | ----------------- | ----------------- | -------------- | -------------------------------- |
| O 19 | 15 juin 1936      | 22 septembre 1938 | 3 juillet 1939 | 10 juillet 1945 (sabordé)        |
| O 20 | 15 juin 1936      | 31 janvier 1939   | 28 août 1939   | 19 décembre 1941 (coulé/sabordé) |

### Source de la traduction
- (en) Cet article est partiellement ou en totalité issu de l’article de Wikipédia en anglais intitulé « O 19-class submarine » (voir la liste des auteurs).